# 454e régiment d'artillerie
Le 454e régiment d'artillerie (454e RA) est une unité de l'armée française créée en juillet 1918 ayant participé à la Première Guerre mondiale. 

## Création et différentes dénominations
- 16 juillet 1918 : création du 454e régiment d'artillerie lourde
- 26 mai 1919 : dissous

## Historique

### Première Guerre mondiale
Le régiment est créé le 16 juillet 1918 sous le nom de 454e régiment d'artillerie lourde à partir des 2e groupes des 118e régiment d'artillerie lourde, 113e régiment d'artillerie lourde et 102e régiment d'artillerie lourde,. 
Il participe à l'offensive finale en appuyant les troupes américaines durant l'offensive sur le saillant de Saint-Michel puis en Argonne,. Il est finalement dissout le 26 mai 1919.

## Sources
- Historique du 454e régiment d'artillerie lourde, Valence, Legrand et Granger, 11 p. (lire en ligne).